# Alda Costa
Alda Costa (Ferrara, 26 gennaio 1876 – Copparo, 30 aprile 1944) è stata una docente italiana.

## Biografia

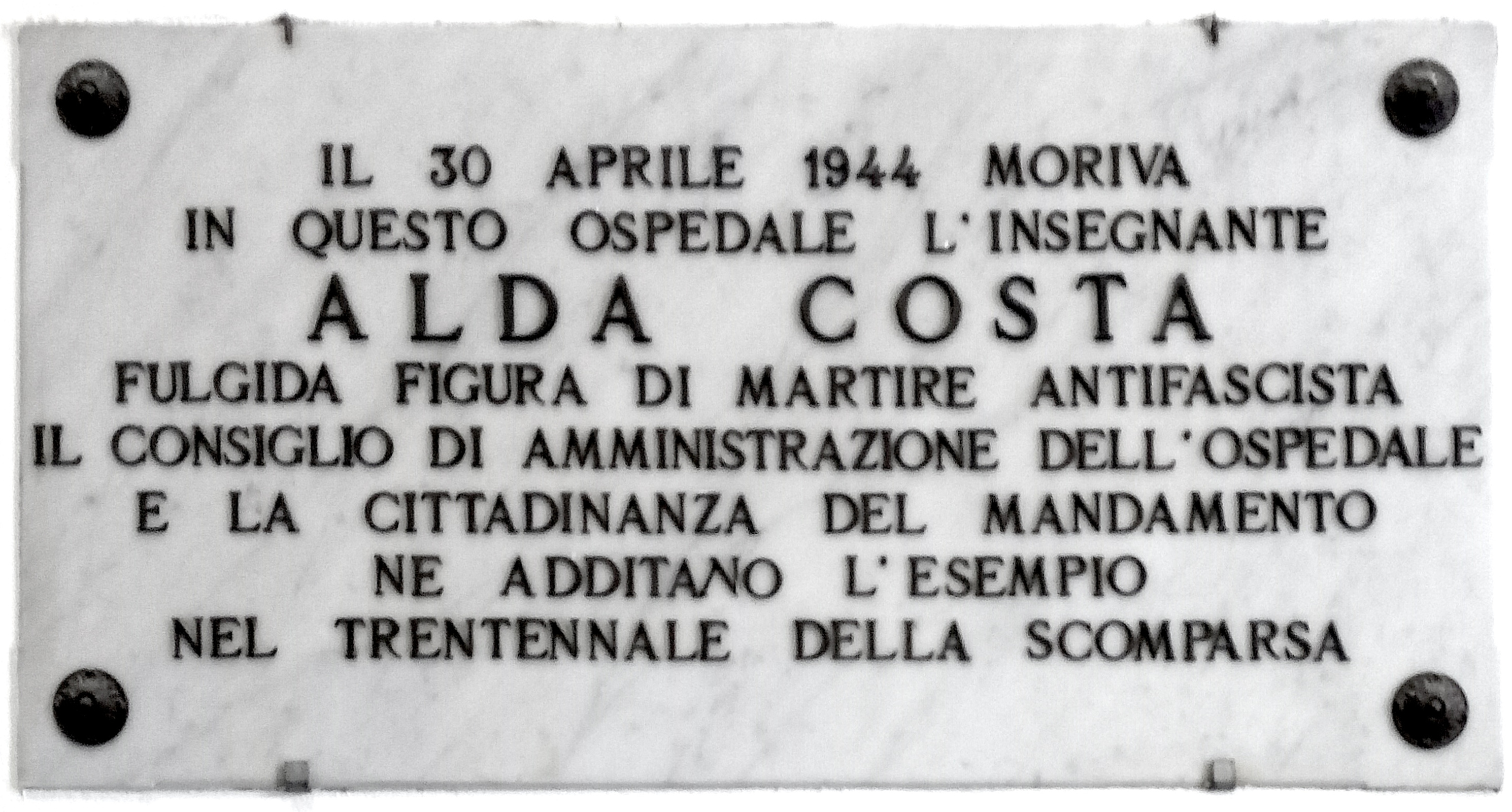
Targa commemorativa di Alda Costa presso la Casa della Salute "Terre e Fiumi" di Copparo (Ferrara), ex Ospedale

Si diplomò maestra elementare ed iniziò ad insegnare nel 1899. Nel 1907 entrò nella Federazione di Ferrara del PSI, aderendo all'ala riformista. Collaborò al Pensiero socialista, organo ufficiale dell'ala riformista. Nel 1913 fondò il giornale ferrarese Bandiera socialista, organo del Partito socialista.
Il 26 novembre 1916 il Congresso regionale del partito tenutosi a Bologna la nominò responsabile, per la provincia di Ferrara, della propaganda per la pace e dell'organizzazione femminile del partito. In tale sede affermò: la scuola rappresenta il mezzo più adatto per formare le coscienze delle classi lavoratrici, pertanto le amministrazioni comunali devono sviluppare congrue condizioni di vita intorno alla scuola per sottrarla all'influenza dei partiti e conservarla al più assoluto indirizzo laico. Questo fatto indusse la polizia a schedarla, nel 1917, in quanto sovversiva pericolosa e candidata all'internamento.
Continuò anche dopo la marcia su Roma del 28 ottobre 1922 la sua battaglia contro il fascismo e, dopo la seconda scissione del PSI, quella del 1922 che darà vita al Partito Socialista Unitario, con segretario Giacomo Matteotti, organizzò riunioni clandestine e portò aiuto ai detenuti politici.

### Perseguitata dal fascismo
Nel 1926, Alda rifiutò di giurare fedeltà al regime, e nello stesso anno la sua casa venne perquisita e vi fu rinvenuto il ritratto di Matteotti. I due episodi fornirono alla giunta comunale la scusa per licenziarla ma l'avvocato Mario Cavallari ne assunse il gratuito patrocinio e ottenne l'annullamento del provvedimento dal Consiglio di Stato.
Trasferitasi a Milano, venne arrestata e confinata prima alle Isole Tremiti e poi in un piccolo paese della Basilicata, Corleto Perticara.
Rientrata a Ferrara sofferente a causa delle condizioni di vita alle quali era stata sottoposta durante il confino, si dedicò all'insegnamento privato. Mantenne contatti con i compagni e riuscì a riannodare le fila degli antifascisti, finché non fu arrestata dall'OVRA. 
Venne tenuta in carcere a pane ed acqua per un mese, sottoposta a durissimi interrogatori e maltrattamenti ma non rivelò alla polizia i nomi dei compagni socialisti che le venivano chiesti.
Il 25 luglio 1943 venne liberata ma in seguito fu nuovamente arrestata, a Ferrara, la notte del 15 novembre 1943 e poi tradotta alle carceri di Copparo. Qui venne ricoverata per leucemia nel locale ospedale dove morì il 30 aprile 1944. Prima di morire, al pretore e direttore delle carceri di Copparo, Antonio Buono, che l'aveva aiutata a passare ad un altro socialista una lista di nomi di compagni per ricostruire le file del partito, lasciò questo messaggio: Dica ai miei compagni che sono rimasta fedele al mio ideale.

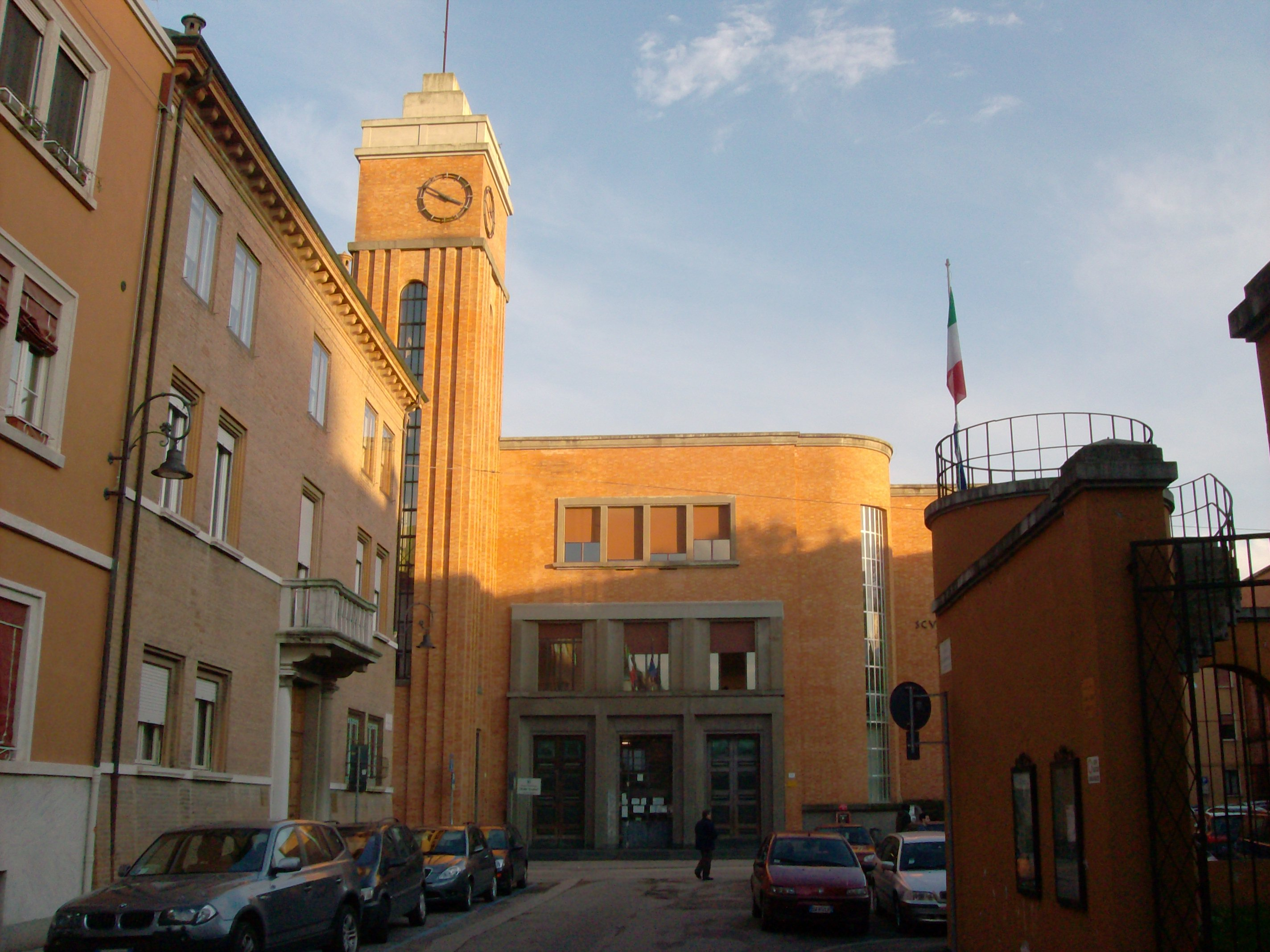
Scuola primaria di primo grado a lei intitolata, a Ferrara

Il funerale di Alda Costa si tenne il primo di maggio, all'alba, in gran segreto. Per ordine della prefettura nessuno doveva partecipare, per evitare "turbamenti dell'ordine pubblico". Le finestre vennero fatte tenere chiuse e il paese fu presidiato da un gran numero di poliziotti. Solo al direttore delle carceri e al parroco fu concesso di accompagnare il carro funebre fino al cimitero.

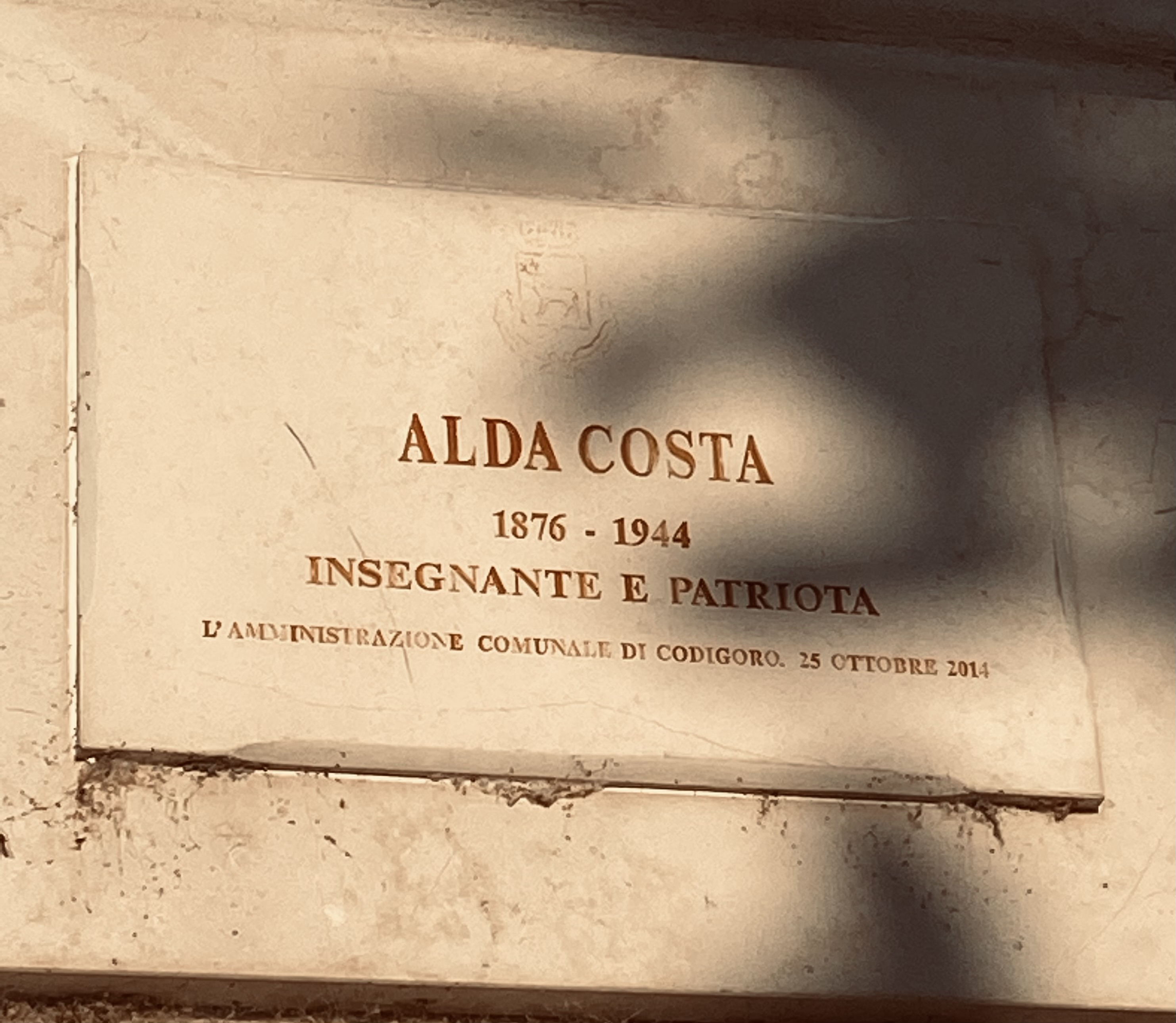
Targa commemorativa di Alda Costa presso l'edificio a lei intitolato di via Riviera Felice Cavallotti 3, Codigoro (Ferrara)

### Riconoscimenti
A lei sono intitolate la Scuola elementare Alda Costa di Ferrara e l'omonima Direzione Didattica di Vigarano Mainarda.
Il 16 novembre del 2006 le sue spoglie sono state traslate nel Sacello dei Caduti per la Libertà alla Certosa di Ferrara.
Il 25 ottobre 2014 il Comune di Codigoro (FE), su proposta del sindaco di allora Rita Cinti Luciani, le intitola un'ala del ristrutturato ex immobile delle scuole elementari da adibire ad archivio comunale storico ed iconografico proprio ad indicare che il passato non va dimenticato.